# Luis de Góngora y Argote
Luis de Góngora y Argote (Córdoba, 1561. július 11. – 1627. május 23.) spanyol barokk költő, a legkiemelkedőbb spanyol irodalmárok egyike.

## Élete
Édesapja, Francisco de Argote városi bíró (corregidor) volt szülővárosában, Córdobában, édesanyja, Leonora de Góngora pedig régi nemesi családdal büszkélkedhetett. Szülei gondosan taníttatták, 15 évesen a salamancai egyetemre küldték kánon- és polgári jogot tanulni. Nem volt túlságosan kiemelkedő tanuló, azonban már fiatalon elismert költővé vált (1585-ben még Cervantes is elismerően írt róla La Galatea című művében). Egyébiránt Góngora ifjúságára gondtalan élvhajhászat volt jellemző.
Tanulmányai végeztével a költő egyházi pályára lépett, végül pappá szentelték 1605 körül. Góngora első feladatai leginkább diplomáciai jellegűek voltak, így bejárta Spanyolországot (főleg Valladolidban és Madridban lakott). Népszerűsége nőttön nőtt, hasonlóan irigyei köréhez. 1617-ben Sandoval hercege kijárta számára, hogy III. Fülöp király tiszteletbeli udvari káplánja legyen. Mindössze két évig állt kegyben, ám ekkor ellenfele, az ifjú irodalmár, Francisco de Quevedo kiütötte a nyeregből – Góngoráról elterjesztették azt a vádat, hogy homoszexuális és hogy converso, azaz kikeresztelkedett zsidó vagy mór származású. Végül 1626-ban súlyos betegség támadta meg a kegyvesztett költőt, aki visszavonult szülővárosába. Córdobában halt meg.

## Költészete
Góngorát sokszor a legnagyobb spanyol költőként tartják számon, azonban költészete nem túlságosan népszerű. Nagyon kifinomult, szellemes verseket alkotott, emellett különösen fejlett vizuális képzelőereje volt, ami az egyik legnagyobb barokk költővé emelte őt. Korai költeményei között remekbe szabott szonetteket és balladákat találunk. Hírneve elsősorban monumentális, bonyolult, stilizált érett művein alapszik (például Panegyrico al duque de Lerma (Dicsőítő költemény Lerma hercegéhez, 1609), Fábula de Polifemo y Galatea (Polifemo és Galatea története, 1613?) és a befejezetlen pásztoridill, a remekműnek tartott Las Soledades (1613). Góngora a drámával is megpróbálkozott, ennek tanújele a Las Firmezas de Isabel és a két befejezetlenül maradt darab, a Comedia venatoria és az El Doctor Carlino.
Góngora stílusában (estilo culto) több követője is alkotott, ami mind kevésbé volt népszerű. A „gongorizmus” vagy „culteranizmus” a spanyol irodalom egy barokk tendenciája lett: jellemzője a kifinomult kifejezésmód, az erőteljes latinizálás, a klasszikus mitológiai allúziók és a dús metaforahasználat volt.

## Magyarul
- Válogatott versek; vál. András László, ford. Jékely Zoltán et al., bev. Federico Garcia Lorca; Európa, Bp., 1966
- Románcok / Romances; ford. Simor András; Eötvös, Bp., 2009 (Eötvös klasszikusok)